# Tonga en los Juegos Paralímpicos de París 2024
Tonga estuvo representada en los Juegos Paralímpicos de París 2024 por una deportista femenina. El equipo paralímpico tongano no obtuvo ninguna medalla en estos Juegos.